# Federazione di rugby a 15 di Taipei Cinese
Chinese Taipei Rugby Football Union (in cinese 中華民國橄欖球協會) è l'organismo di governo del rugby a 15 a Taiwan.
Affiliata all'International Rugby Board, è inclusa fra le nazionali di terzo livello senza esperienze di Coppa del Mondo.